# Hajma Lajos
Hajma Lajos (Orgovány, 1927. május 7. – Budapest, 2017. március 12.) katonatiszt, hírszerző, a hadtudományok kandidátusa.

## Életpályája
1948-ban kezdte meg katonai szolgálatát. 1949-ben lett a Magyar Néphadsereg tisztje. 1952–1955 között végezte el a Zrínyi Miklós Katonai Akadémiát. 1968-ban végezte el a ZMKA hadműveleti tanfolyamát. 1972-ben lett a hadtudomány kandidátusa.
1965–1989 között a MNVK 2. Csoportfőnökségének osztályvezetője, 1989–1991 között a Honvéd Vezérkar osztályvezetője volt. 1972–1976 között Londonban, 1980–1985 között Pekingben végzett katonai attaséi szolgálatot. Ezredesként vonult nyugállományba.
1962-től foglalkozott intenzíven tudományos munkával, tagja volt a Honvédelem című folyóirat szerkesztőbizottságának, az idegen hadseregek rovatát vezette. 1972-ben lett a hadtudományok kandidátusa.
Több mint három évtizedig folytatott intenzív tudományos tevékenységet (cikkek, tanulmányok, tankönyvek, könyvek és pályázatok). Fő kutatási területe a nyugati (USA-NATO) hadkultúra, ezen belül a biztonságpolitika, a katonai stratégia, katonai doktrína, a nyugati katonai integráció kérdéseinek tanulmányozása és hézagpótló feltárása volt. A Magyar Hadtudományi Társaság alapító tagja volt, sikeresen és kezdeményezően vett részt a Társaság szervezeti életében.

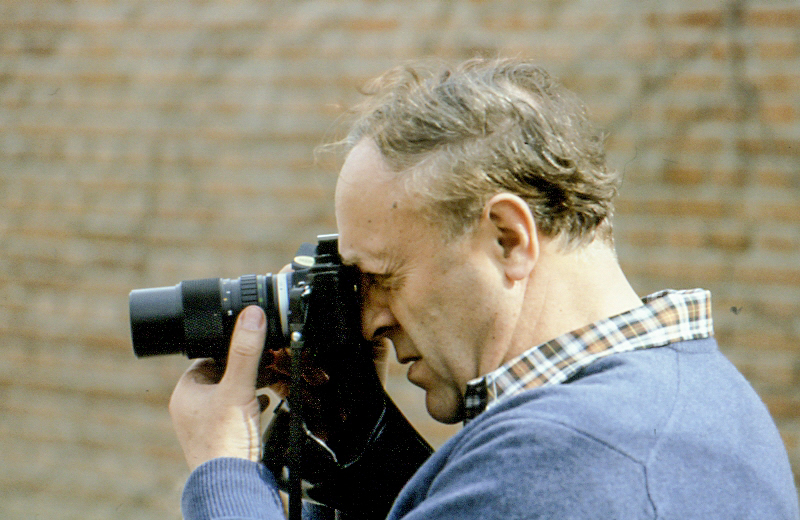
Hajma Lajos 1983-ban, Pekingben

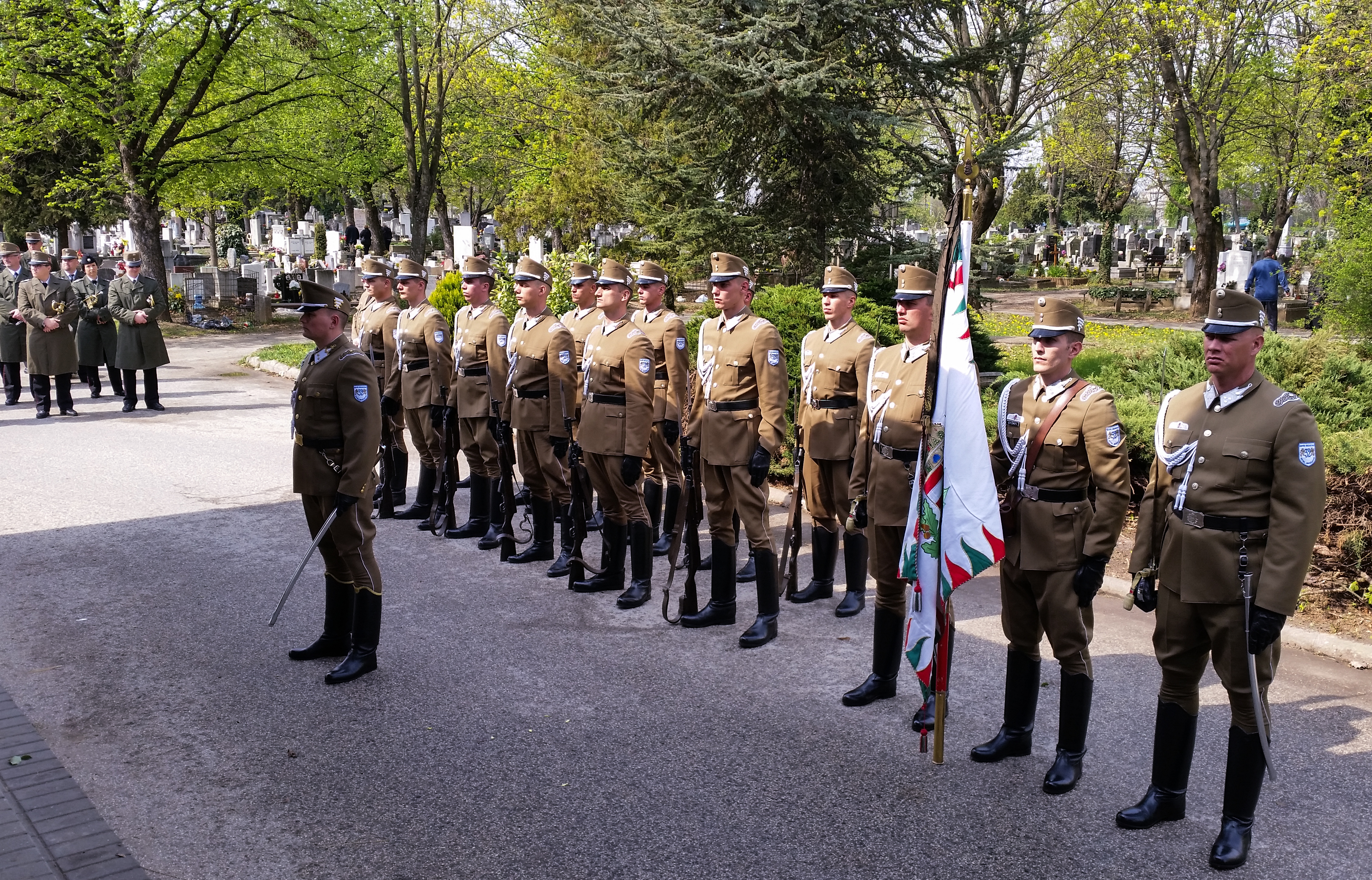
Katonai tiszteletadás Hajma Lajos temetésén, 2017. április 5.

## Publikációi
Számos cikk és tanulmány mellett többek között a következő önálló kötetei jelentek meg: 
- Nyugati szakírók a háborúról, Zrínyi Kiadó, 1968.
- Az Egyesült Államok katonai doktrínája, Zrínyi Kiadó, 1972.
- Stratégiai célok, katonai doktrínák, Kossuth Kiadó, 1984.
- A katonai felderítés és hírszerzés története. ZMNE Egyetemi jegyzet, 2001.
- A világ fegyveres erői. ZMNE Egyetemi tankönyv, 2004.